# Convento de Santa Teresa
El Monasterio de Carmelitas Descalzas de San José y Santa Teresa, conocido localmente como el Convento de Santa Teresa es una edificación religiosa ubicada en la ciudad del Cusco, Perú. De propiedad de la Orden de las Carmelitas Descalzas mantiene en la actualidad un convento de clausura y una iglesia. Es una de las iglesias más antiguas de la ciudad datando desde fines del siglo XVII. Se encuentra a dos cuadras de la Plaza de Armas en el cruce de las calles Siete Cuartones y Saphy.
Desde 1972 el inmueble forma parte de la Zona Monumental del Cusco declarada como Monumento Histórico del Perú. Asimismo, en 1983 al ser parte del casco histórico de la ciudad del Cusco, forma parte de la zona central declarada por la UNESCO como Patrimonio Cultural de la Humanidad.

## Historia
Luego de la fundación española de la ciudad del Cusco, el solar donde hoy se levanta el monasterio fue entregado al conquistador español Diego de Silva y Guzmán quien levantó en dicho terreno su vivienda conocida hasta el día de hoy como Casa Silva. En 1661, la casa fue adquirida por el capitán Antonio de Zea, caballero de la Orden de Santiago, y donó la parte baja colindante con el río Saphy del mismo a la Carmelitas Descalzas para la construcción en él del Monasterio de la orden en Cusco. El convento se instaló en la parte de la Casa Silva y el 9 de marzo de 1673 inició la construcción de la iglesia. En octubre de ese mismo año llegaron al Cusco las primeras religiosas para recluirse en clausura perpetua. La iglesia concluida fue bendecida por el obispo Manuel de Mollinedo el 15 de octubre de 1676 cuyos restos reposan en esta iglesia conforme a su última voluntad.  En 1703 salieron de esta casa las religiosas que fundaron el Monasterio de Santa Teresa en Arequipa.

## Arquitectura de la Iglesia
La iglesia está construida enteramente en piedra. Su puerta termina en un arco de medio punto y está flanqueada por columnas corintias que sostienen un entablamento corrido en el que se encuentra, esculpida en la piedra, el escudo de la Orden de los Carmelitas Descalzos. Destacan, además de la puerta, las dos espadañas de dos cuerpos a ambos lados.
En su interior de una sola nave enteramente construida de piedra, se levanta, sobre el altar mayor una cúpula achatada y bóvedas de ladrillo. Hacia los pies, sobre la entrada, se levanta un coro alto de madera y, en los laterales de toda la nave los lienzos cusqueños con marcos barrocos. El altar mayor es de estilo barroco con columnas salomónicas, gradillas y tabernáculo de plata. En él reposa el Agnus Dei sobre el Libro de los Siete Sellos. Su retablo tiene tres cuerpos y tres calles y en parte baja hay dos tablas policromadas que representan a los profetas Elías y Eliseo que parecen ser anteriores al altar.  El púlpito, obra de escultor Martinez de Oviedo, muestra cátedra de cinco paneles entre columnas salomónicas pareadas, albergando sus hornacinillas pequeños santos en efigie y terminando ella inferiormente en juegos de follajería y un florón; el tímpano, que se corta por servir de puerta, tiene la efigie de un santo carmelitano; el tornavoz es labradísimo, con seis cresterías de dos pináculos cada una y, sobre la linterna, la imagen de San Angelo mártir, carnado y policromado.
Aparte de otros dos altares barrocos -el del Crucificado, junto al púlpito, y al frente el de San José – es notable la serie sobre la Vida de Santa Teresa de Jesús, lograda en quince lienzos con marcos dorados de bella factura. Su autor fue José Espinoza de los Monteros.
También es notable la reja del coro bajo, en el presbiterio, lado de la Epístola, defendido por seiscientas púas de hierro, mientras el coro alto sobre el sotacoro, sólo tiene celosías de inspiración mudéjar. De ambos coros salen los cánticos de las monjas durante las misas o exposiciones del Santísimo Sacramento.

## Balcón en ajímez
En el vértice del convento que da al cruce de las calles Saphy y Siete Cuartones, se encuentra un balcón en ajímez que posiblemente sea un resto del tiempo en que esa construcción formaba parte de la Casa Silva.

#### Libros y publicaciones
- Angles Vargas, Víctor (1983). Historia del Cusco (Cusco Colonial) Tomo II Libro Primero. Lima: Industrialgrafica S.A.

- Datos: Q65630053
- Multimedia: Iglesia y monasterio de Santa Teresa, Cuzco / Q65630053